# Tetradekagontal
Tetradekagontal är en sorts figurtal som representerar en tetradekagon. Det n:te tetradekagontalet ges av formeln
{\displaystyle {\frac {12n^{2}-10n}{2}}}
De första tetradekagontalen är:
0, 1, 14, 39, 76, 125, 186, 259, 344, 441, 550, 671, 804, 949, 1106, 1275, 1456, 1649, 1854, 2071, 2300, 2541, 2794, 3059, 3336, 3625, 3926, 4239, 4564, 4901, 5250, 5611, 5984, 6369, 6766, 7175, 7596, 8029, 8474, 8931, 9400, 9881, 10374, … (talföljd A051866 i OEIS)